# Heterochromis multidens
Heterochromis multidens – gatunek słodkowodnej ryby z rodziny pielęgnicowatych (Cichlidae), jedyny przedstawiciel rodzaju Heterochromis. 
Jest szeroko rozprzestrzeniony w dorzeczu środkowego biegu rzeki Kongo w Afryce, w tym w rzekach Ubangi, Ngupaya, Tshuapa, Dja i Sangha.
Osiąga w naturze do około 30 cm długości. Liczba promieni w płetwie grzbietowej: 14 twardych i 14–15 miękkich; w płetwie odbytowej: 3 twarde i 8–9 miękkich. U starych samców może występować dobrze rozwinięty guz tłuszczowy na głowie.
Pozycja systematyczna tego gatunku w obrębie pielęgnicowatych długo pozostawała niejasna. Obecnie uważany jest za takson bazalny Pseudocrenilabrinae, siostrzany dla pozostałych pielęgnic afrykańskich. Niektórzy autorzy wydzielają go do osobnej podrodziny Heterochromidinae. Z zapisu kopalnego znane są szczątki, pochodzące co najmniej z oligocenu, które klasyfikowane są do rodzaju Heterochromis.